# カシラエビ綱
カシラエビ綱（カシラエビこう、Cephalocarida）は、十数種のみによって知られ、カシラエビ類と総称される甲殻類の分類群である。単にカシラエビ（頭蝦）ともいうが、これは本群の1種 Sandersiella acuminata の和名でもある。名前に反してエビではなく、たくさんの体節と胸肢に近い形をした第2小顎を特徴とする。

## 概説
カシラエビ類は海産の小型節足動物で、大きさはせいぜい4mmの、やや細長い甲殻類である。潮間帯から1500mまでの海底から発見されている。単純な形の動物で、体の構造の各所に甲殻類としては非常に原始的と取れる構造が見られるため、甲殻類で最も原始的なものとの説もあるが、分子系統解析ではむしろ比較的に派生的な位置にあるとされる。

## 外部形態
細長い甲殻類で、触角や脚などは長くなくて目立たない。体は大きく頭部・胸部・腹部の三つに区別できる。
頭部は幅広くなって頭盾を形成し、背面には特に目立つものはない。内部には複眼がある。下面には多くの甲殻類と同様に2対の触角、1対の大顎、および2対の小顎という5対の付属肢がある。第1触角は単純で第2触角は一見では単純に見えるが基部から短い側枝が出た二叉型。大顎・小顎は二叉型の付属肢の特徴が色濃く、特に第二小顎は続く胸部の胸肢に近い形となっている。
胸部は頭部に続いてやや幅広く、短い9節からなり、それぞれに一対の胸肢がある。1-7節のそれは葉状肢となっている。基部の節の上に6節を含む歩脚状の内肢と、先端が葉状に広がった外肢からなり、外肢の基部からはさらに葉状の偽副肢がある。頭部に続く1節ないし数節の付属肢は顎脚として分化する例が他の甲殻類には多いが、カシラエビ類ではそのような分化は全く見られない。第8胸肢は内肢がなく退化傾向。第9胸肢はさらに小さくなっており、受精卵はここで把持される。なお、この最後節は腹部の第一節であると見なす判断もある。
腹部は10節からなり、棒状で付属肢がない。末端の肛門節には一対の尾叉あるいは枝状肢と呼ばれる附属体があり、後方に伸びる。

## 内部構造
生殖巣関連では、雌雄同体であり、同一個体に卵巣と精巣が見られる。卵巣は頭部後方にあり、ここから輸卵管が後方に向かい、卵細胞は腹部腹面に移動して成熟、前方へ向かう輸卵管を通る。精巣は腹部腸管背面に一対あり、輸精管が前方へ伸びる。それらは共通の生殖穴を第6胸肢の基部に持っている。
神経系ははしご状。

## 生殖と発生
上記のように雌雄同体で、自家受精が行われている可能性が示唆されている。受精卵は第9胸肢で把持され、孵化した幼生はメタノープリウスに相当する。

## 分類
カシラエビ類の体の構成は独特で、他の甲殻類との類縁関係に対して様々な説が提唱された。頭部は明らかな甲殻類の特徴を持つが、胸部の節は鰓脚類などより少なく、軟甲類などよりは多い。また腹部に付属肢を持たない点で鰓脚類など共通で、軟甲類などと大きく異なる。
形態学に基づいた判断では、はしご状神経系や胸肢の分化の程度が低い点など、同規体節的な特徴はこの類の原始的性質を示すものと考えられた。特に第2小顎が胸肢に近い構造であることはその点でも重要とされた。また、全体的な形態として頭部が幅広いこと、尾叉があること、後方の胸肢で卵を保持する点などからカイアシ類との類縁（顎甲類 Gnathostraca を構成する）が指摘され、付属肢の構造などからもそのこととムカデエビ類との類縁（奇エビ類 Xenocarida を構成する）も主張された。
分子系統学による情報では、諸説があったものの、どの解析結果においてもカシラエビ類は原始的（早期に分岐した）とされていない。2000年代から2010年代前期の分子系統解析では、ムカデエビ類や鰓脚類との類縁関係を示唆する結果が出ていたが、2010年代後期の複数の解析では、カシラエビ類は前述のどの甲殻類にも類縁でないとされ、鰓脚類・ムカデエビ類・六脚類と単系統群（異エビ類 Allotriocarida）を構成し、その中でカシラエビ類は最も早期に分岐しているとされる。

### 下位分類
最初に発見されたHutchinsoniella macracanta は、1953年に北アメリカの大西洋岸でH.L.Sandersが底生動物の調査で採集した。彼はこれを研究し、1955年に独自の分類群（カシラエビ綱Cephalocarida）に含まれる新種の甲殻類として発表した。属名（Hutchinsoniella）はジョージ・イヴリン・ハッチンソンにちなむ。
本群の一種カシラエビ Sandersiella acuminata が日本から知られている。化石種は知られていないが、古生代の甲殻類であるレピドカリスとの共通点が指摘されたことがある。ただしそちらはのちに鰓脚類として扱われている。
2020年現在、1目1科5属12種のカシラエビ類が記載される。
Cephalocarida  カシラエビ綱
- Brachypoda カシラエビ目
  - Hutchinsoniellidae ハッチンソニエラ科
    - Chiltonella
      - Chiltoniella elongata

    - Hampsonellus
      - Hampsonellus brasiliensis

    - Hutchinsoniella
      - Hutchinsoniella macracantha

    - Lightiella
      - Lightiella floridana
      - Lightiella incisa
      - Lightiella magdalenina
      - Lightiella monniotae
      - Lightiella serendipita

    - Sandersiella
      - Sandersiella acuminata：カシラエビ
      - Sandersiella bathyalis
      - Sandersiella calmani
      - Sandersiella kikuchii